# Энамениль
Энамени́ль (фр. Hénaménil) — коммуна во французском департаменте Мёрт и Мозель региона Лотарингия. Относится к  кантону Люневиль-Сюд.	

## География
Энамениль расположен в 28 км к юго-востоку от Нанси. Соседние коммуны: Бюр на севере, Парруа и Муакур на востоке, Бозмон на западе, Батлемон-ле-Бозмон на северо-западе.

## История
- Коммуна сильно пострадала во время Первой мировой войны 1914-1918 годов.

## Демография
Население коммуны на 2010 год составляло 169 человек.
| 1962 | 1968 | 1975 | 1982 | 1990 | 1999 | 2010 |
| ---- | ---- | ---- | ---- | ---- | ---- | ---- |
| 216  | 229  | 184  | 173  | 161  | 191  | 169  |

## Достопримечательности
- Канал Марна — Рейн, шлюз и порт.
- Церковь XIX века, статуя Христа XVI века.